# Adama Noss Traoré
Adama Noss Traoré (Bamako, 28 de junho de 1995) é um futebolista malinês que atua como meia. Defende atualmente o Amedspor.

## Carreira
Nascido em 28 de junho de 1995, em Bamako, Mali, Traoré começou sua carreira jogando nas categorias de base do Bamako JMG Academy antes de se juntar ao AS Bakaridjanin, da primeira divisão. Em janeiro de 2014, ele assinou com o clube francês Lille e foi imediatamente emprestado para o time belga da segunda divisão, Real Mouscron - Péruwelz. Ele fez sua estréia na Ligue 1 em setembro de 2014 contra o OGC Nice em uma derrota por 1-0. Traoré marcou seu primeiro gol em nível sênior para Lille contra o Evian em 7 de janeiro de 2015.

## Títulos
Terceiro lugar: Campeonato Mundial de Futebol Sub-20 de 2015.
Prêmios individuais
Bola de Ouro: Mundial de Futebol Sub-20 de 2015.

## Seleção do Mali
Traoré foi convocado pelo Mali sub-20 para a Copa do Mundo Sub-20 de 2015 na Nova Zelândia. Durante a competição, ele marcou 4 gols e teve 3 assistências, ajudando Mali a ganhar a medalha de bronze e conquistando a bola de Ouro Adidas como o melhor jogador da competição. Ele representou o elenco da Seleção Malinesa de Futebol no Campeonato Africano das Nações de 2017.